# جيهان الطاهري
وٌلدت جيهان الطاهري في بيروت، لبنان، وهي كاتبة ومنتجة أفلام وثائقية، تحمل الجنسية المصرية والفرنسية، حصلت عام 1984 على البكالوريوس في العلوم السياسة، وبعدها بعامين حصلت على الماجستير من الجامعة الأمريكية بالقاهرة. عملت كمراسلة صحفية في يو إس نيوز آند وورد ريبورت، ووكالة أنباء رويترز، وعملت كذلك ك باحثة تليفزيونية، ومنتجة مشاركة في كلاً من:«لبنان، تونس، العراق، الأردن، الجزائر ومصر في الفترة من عام 1984 حتى عام 1990». وكانت تغطي الأحداث السياسية في الشرق الأوسط.
بدأت جيهان الطاهري عام 1990 بإنتاج الأفلام الوثائقية للتليفزيون الفرنسي، عملت عام 1995 في هيئة الإذاعة البريطانية بي بي سي، قامت عام 1992 بتصوير فيلم عن التدريب معسكرات الإرهابي أسامة بن لادن في السودان. كما قدمت الدعم المهني في أربعة من أفلام خطوات المستقبل عام 2001.
تم عرض الفيلم الوثائقي «منزل آل سعود» على قناة بي بي سي في عام 2004، وظهر على شاشات برنامج تلفزيوني عام 2005. وتم عرض أحدث أفلامها الوثائقية «خلف قوس قزح» خلال مهرجان لندن السينمائي الثالث والخمسين عام 2009.
عملت كذلك مع المؤرخ الصهيوني أهرون بيرجمان على مدار خمسين عاماً من الحروب مع العرب عام 1998.

## أعمالها
القرآن والكلاشينكوف
إفريقيا في قطع (2005)
ثمن المساعدة/ آلام الجوع (2003)
منزل آل سعود (2004)
كوبا!إفريقيا! ثورة!(2007)
وراء قوس قزح (فيلم)(2009)
الفراعنة المعاصرون في مصر (2015)

## وصلات خارجية
- جيهان الطاهري على موقع IMDb (الإنجليزية)
- جيهان الطاهري على موقع ألو سيني (الفرنسية)
- جيهان الطاهري على موقع أول موفي (الإنجليزية)
- جيهان الطاهري على موقع قاعدة بيانات الفيلم (الإنجليزية)
- جيهان الطاهري على موقع كينوبويسك (الروسية)

https://www.pbs.org/wgbh/pages/frontline/shows/saud/